# Nemesis (album de Stratovarius)
Pour les articles homonymes, voir Némésis (homonymie).
Albums de Stratovarius
Elysium
(2011) Eternal
(2015)
Singles
1. Unbreakable
Sortie : 25 janvier 2013

Nemesis est le quatorzième album du groupe finlandais de power metal Stratovarius, publié le 22 février 2013 par Edel AG.

## Liste des chansons
| No  | Titre                | Auteur                                      | Durée |
| --- | -------------------- | ------------------------------------------- | ----- |
| 1.  | Abandon              | Matias Kupiainen                            | 4:52  |
| 2.  | Unbreakable          | Kupiainen                                   | 4:37  |
| 3.  | Stand My Ground      | Kupiainen                                   | 4:14  |
| 4.  | Halcyon Days         | Kupiainen                                   | 5:29  |
| 5.  | Fantasy              | Lauri Porra                                 | 4:19  |
| 6.  | Out of the Fog       | Kupiainen, Timo Kotipelto, Jani Liimatainen | 6:58  |
| 7.  | Castles in the Air   | Jens Johansson                              | 6:03  |
| 8.  | Dragons              | Johansson                                   | 4:04  |
| 9.  | One Must Fall        | Kupiainen                                   | 4:27  |
| 10. | If the Story Is Over | Liimatainen, Kotipelto                      | 6:06  |
| 11. | Nemesis              | Kupiainen                                   | 6:33  |
| 12. | Fireborn (bonus)     | Lauri Porra                                 | 4:45  |
| 13. | Hunter (bonus)       | Timo Kotipelto, Perttu Vänskä               | 3:27  |